# شليب (يوتيوبر)

صورة قناة schlep في اليوتيوب

مايكل  (من مواليد 3 أغسطس 2003)، المعروف على الإنترنت باسم شليب (سابقًا باسم ماليبومر)، هو يوتيوبر أمريكي. يُعرف بكشفه للمتحرشين المزعومين على روبلوكس ، مما أدى إلى اعتقال ستة منهم. في عام 2025، تواصل كريس هانسن ، مقدم برنامج "لصيد المفترس" ، مع مايكل لإنتاج فيلم وثائقي قادم حول سلامة الأطفال على روبلوكس.

## الحياة الشخصية
وُلِد مايكل في تكساس ، الولايات المتحدة.  ووفقًا لوكالة أسوشيتد برس ، عندما كان مايكل بين الثانية عشرة والخامسة عشرة من عمره، "تم إعداده من قِبل مطور روبلوكس بارز"، حيث "أرسل إلى شليب محتوى عنيفًا وإباحيًا صريحًا وانخرط في محادثات جنسية غير لائقة".  ووفقًا لمجلة فوربس ، لم يستجب روبلوكس لوالدته حتى هددته باتخاذ إجراء قانوني. 

## مهنة اليوتيوب
في عام 2025، زعم مايكل، بالتعاون مع جيديون ، القبض على مفترسين عبر الإنترنت على روبلوكس ، مما أدى إلى ستة اعتقالات.    يصوره الفيديو الأكثر شهرة بعنوان "اعتقال مفترس روبلوكس!" وهو يتظاهر بأنه مستخدم شاب ، ويغري رجلاً قابله على روبلوكس لمقابلته في الحياة الواقعية، حيث يواجه المستخدم بالشرطة . 

## دعوى قضائية ضد روبلوكس
1. ↑  "Online safety group nabs Fresno man trying to meet child through gaming platform". ABC30 Fresno (بالإنجليزية). 14 Jun 2025. Archived from the original on 2025-08-14. Retrieved 2025-08-15.
2. 1 2 3  Murray, Conor. "Roblox Child Safety Controversy Grows: Louisiana Sues Gaming Platform". فوربس (بالإنجليزية). Archived from the original on 2025-08-15. Retrieved 2025-08-15.
3. ↑  "Roblox Retaliates Against Child Abuse Survivor Who Exposed Platform's Predator Problem". AP News (بالإنجليزية). 14 Aug 2025. Retrieved 2025-08-16.
4. ↑  "'Predator hunter' YouTuber hit with cease and desist letter from Roblox CEO". The Independent (بالإنجليزية). 14 Aug 2025. Archived from the original on 2025-08-15. Retrieved 2025-08-16.
5. ↑  NJ.com, Christopher Burch | NJ Advance Media for (12 Aug 2025). "YouTuber caught sexual predators on Roblox. Now he's facing ban from the platform". NJ (بالإنجليزية). Retrieved 2025-08-16.
6. ↑  Hale, James (14 Aug 2025). "Roblox banned a YouTuber for hunting child predators on its platform. What's it doing to protect kids?". Tubefilter (بالإنجليزية الأمريكية). Archived from the original on 2025-08-15. Retrieved 2025-08-16.

في 9 أغسطس 2025، تم تحميل مقطع فيديو بعنوان "Roblox يهدد بمقاضاتي لحماية الأطفال" على قناة Schlep على YouTube، حيث وضح أن شركة Roblox قد أرسلت إليه رسالة وقف وكف ، بالإضافة إلى إنهاء جميع الحسابات المرتبطة به وبمجموعته.  وبحسب ما ورد اتصل كريس هانسن بمايكل لمناقشة فيلم وثائقي قادم حول تعامل Roblox مع سلامة الأطفال. 
قوبلت تصرفات الشركة بردود فعل عنيفة من العديد من المجتمعات الإلكترونية التي اعتبرت تصرفات شليب شكلاً ضرورياً من أشكال الشرطة المجتمعية. تصاعد الموقف بشكل ملحوظ بعد أيام، وشمل دعوات لاستقالة الرئيس التنفيذي، وعريضة من النائب الأمريكي رو خانا .  في 14 أغسطس، رفعت المدعية العامة لولاية لويزيانا، ليز موريل ، دعوى قضائية لحماية الطفل ضد شركة روبلوكس.  زعمت الدعوى أن روبلوكس، من خلال إغلاقها النشط للجهود المستقلة للكشف عن المخاطر المحتملة على منصتها، قد فشلت في واجبها في حماية المستخدمين القاصرين من الأذى.  ردت روبلوكس على الدعوى القضائية. 

### حملات المقاطعة
بعد الدعوى القضائية التي رفعتها شركة روبلوكس، ظهرت حملة إلكترونية واسعة تحت وسم #FreeSchlep عبّرت عن حالة استياء كبيرة تجاه سجل الشركة في مجال سلامة الأطفال؛ حيث اعتبر المشاركون في الحملة أن قيام الشركة بمعاقبة شخصٍ كان يعمل على كشف المتحرشين يُعدّ تناقضًا مع ما تزعم أنه من أولوياتها.
بالإضافة إلى ذلك، قام أحد مقدمي المحتوى على الإنترنت – والذي يتابعه ثلاثة ملايين شخص – بتنظيم احتجاج مباشر أمام مبنى الكابيتول في ولاية يوتا، رافعًا لافتات كُتب عليها "Free Schlep"، وقد شاهده ذلك البث عشرات الآلاف من المتابعين عبر الإنترنت.
كما بدأ أحد أشهر منشئي محتوى روبلوكس ببيع قمصان تحمل صورة Schlep دعمًا للحملة.

## روابط خارجية
1. 1 2  Liddell, James (14 Aug 2025). "'Predator hunter' YouTuber hit with cease and desist letter from Roblox CEO". ذي إندبندنت (بالإنجليزية). Archived from the original on 2025-08-15. Retrieved 2025-08-15.
2. 1 2
3. ↑  Liddell, James (15 Aug 2025). "Louisiana AG sues Roblox and calls it 'perfect place for pedophiles'". ذي إندبندنت (بالإنجليزية). Retrieved 2025-08-15.
4. ↑  "Roblox Responds to Louisiana AG Lawsuit". Roblox Corporation (بالإنجليزية). 15 Aug 2025. Archived from the original on 2025-08-17. Retrieved 2025-08-15.